# 大沢インターチェンジ (栃木県)
大沢インターチェンジ（おおさわインターチェンジ）は、栃木県日光市木和田島にある日光宇都宮道路のインターチェンジである。
本項では、本線料金所である大沢本線料金所についても記述する。

## 道路
- E81 日光宇都宮道路（2番）

## 料金所
ブース数：12

### 入口
- ブース数：2
  - ETC専用：1
  - 一般：1

### 出口
- ブース数：2
  - ETC専用：1
  - 一般：1

### 本線料金所（日光方面）

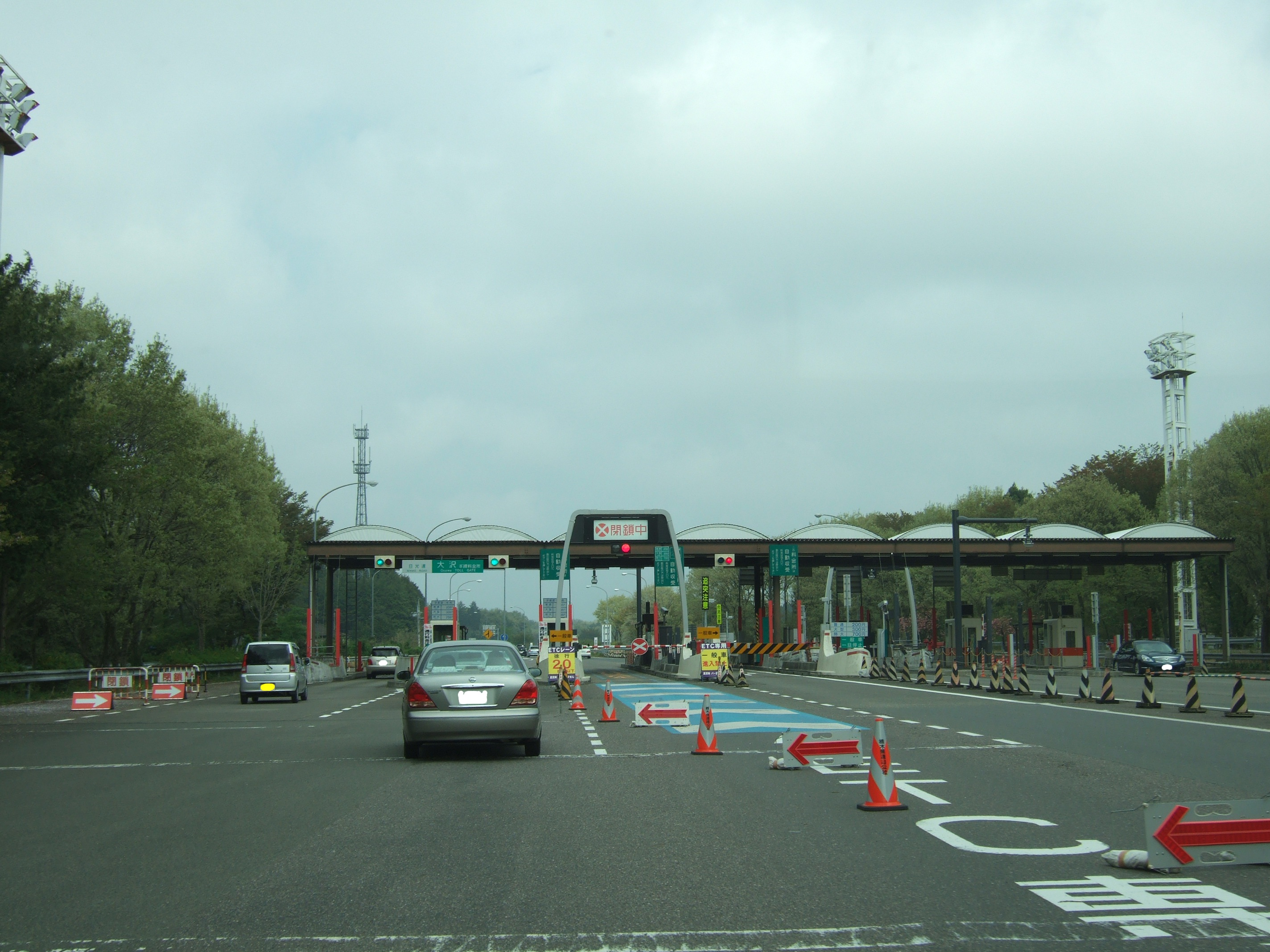
大沢料金所（日光方面）

- ブース数：4
  - ETC専用：2
  - 一般：1
  - 閉鎖中：1

### 本線料金所（宇都宮方面）
- ブース数：4
  - ETC専用：2
  - 一般：1
  - 閉鎖中：1

## 接続する路線

### 直接接続
- 栃木県道110号下野大沢停車場線

### 間接接続
- 国道119号

## 歴史
- 1976年（昭和51年）12月25日 : 宇都宮IC - 日光IC間の開通により供用開始。

## 周辺
- 下野大沢駅

## 隣
E81 日光宇都宮道路
(1) 徳次郎IC - (1-1) 篠井IC - (2) 大沢IC/TB - (2-1) 土沢IC